# Dialecto flamenco
El neerlandés flamenco, o simplemente flamenco, es la variedad regional del idioma neerlandés hablada en Flandes. El neerlandés era hablado originalmente en la zona de la desembocadura de los ríos Rin, Escalda y Mosa que aproximadamente cubría los actuales Países Bajos, el norte de Bélgica, el norte de Francia (Dunkerque, Calais) y una pequeña parte del noroeste de Alemania. 
La guerra de los Ochenta Años (1568-1648) provocó la división de las Diecisiete Provincias en las Provincias Unidas al norte y los Países Bajos meridionales al sur. Esta separación política entre las provincias neerlandófonas provocó que en cada zona el idioma sufriera una evolución con algunas singularidades. 
La hegemonía de las provincias de Flandes en el sur y de Holanda en el norte dio lugar a que, de manera algo informal, se usase el término flamenco para distinguir las peculiaridades del sur y holandés para las del norte, si bien ambos deben ser considerados dos de los principales dialectos del neerlandés. Además, cada ciudad, pueblo y aldea tiene su propio dialecto, casi siempre en progresivo declive. El conjunto de todos los dialectos hablados en la región de Flandes sería lo que se suele llamar lengua flamenca. 

## Uso del términoflamenco
En los primeros años de autonomía de Flandes dentro de Bélgica, se usó flamenco (vlaams) para referirse al idioma neerlandés hablado en esta región, pero poco después se eliminó por completo este vocablo de la legislación para usar solo el término neerlandés (nederlands). El término flamenco sigue hoy en uso para referirse al conjunto de dialectos de Flandes.
Debido a la historia de los Países Bajos y de Bélgica, así como del idioma neerlandés, los nombres que otros pueblos han escogido para referirse a este varían más que para otras lenguas. En español neerlandés solo suele usarse en textos académicos u oficiales, holandés es el nombre que se le da en conversaciones informales y flamenco se usa para referirse al idioma de Flandes. Los tres términos hacen referencia habitualmente al mismo idioma, aunque los términos holandés y flamenco también se emplean para especificar el dialecto. 

## Situación del neerlandés en Bélgica
El neerlandés tiene carácter de lengua oficial en Bélgica, en concreto en la región de Flandes y en la Región de Bruselas-Capital, donde es cooficial con el francés, aunque minoritario. Las otras lenguas oficiales de Bélgica son el francés y el alemán. 
Según el último censo, las lenguas maternas de los belgas son el neerlandés (60 %) francés (37 %) y alemán (0,7 %). El bilingüismo «perfecto» es ejercido por 58 % de la población, aunque se calcula que un 80 % de los flamencos habla un buen francés y un 30 % de los valones habla un buen neerlandés.[cita requerida]
Históricamente la dominación de otras potencias (España, Austria, Francia) sobre Flandes provocó que el neerlandés fuera considerado un idioma de la clase baja y que evolucionara sin referencias ni enseñanza en las escuelas. Al igual que en prácticamente toda Europa, en el siglo xix la nobleza y la alta burguesía hablaban francés. Cuando en 1830 tras una revolución se crea Bélgica, las clases dirigentes escogieron el francés como lengua oficial del país, al suponerlo un idioma más culto y avanzado. Esta decisión ocasionará un afrancesamiento progresivo de Bruselas y posteriormente un conflicto lingüístico aún pendiente de resolver.
Inicialmente Flandes, como el resto el país, tuvo como lengua oficial el francés. Hasta el año 1898 no se equiparó legalmente en Bélgica el idioma neerlandés al francés, aunque durante otros treinta años más Flandes fue considerada oficialmente bilingüe. La élite burguesa siguió hablando francés como signo de distinción aún durante años y las universidades se adaptaron difícilmente a la nueva situación. Todavía en 1968 algunas universidades mantenían una cierta predominancia del francés; la tensión provocó que, en esa época de revueltas estudiantiles, en Bélgica las protestas se centraran en exigir el cierre de las secciones francófonas de las universidades en territorio flamenco.

## Mapa de distribución de dialectos
Existen en realidad muchos dialectos del neerlandés, tanto en los Países Bajos como en Bélgica, si bien las singularidades que se encuentran en Flandes son más llamativas. Una rápida clasificación que suele hacerse es reducir sus dialectos a dos, holandés en el norte y flamenco en el sur, siendo ésta la clasificación que recoge el Diccionario de la RAE. En una clasificación más detallada tendríamos ocho variantes principales que en realidad serían grupos de dialectos más locales.
Los mapas muestran la distribución de los dialectos del neerlandés, obviando algunas peculiaridades que se dan en algunas ciudades. El bajo sajón neerlandés, el zelandés y el idioma limburgués se muestran también como dialectos, si bien es discutible si se trata de un dialecto o una lengua aparte, pues en las lenguas germánico-occidentales es muy problemático establecer una clara frontera entre dialecto e idioma.
| A | Grupo sudoccidental |

| B | Grupo noroccidental (holandés) |

| C | Grupo nororiental (bajo sajón neerlandés) |

| D | Grupo central-septentrional |

| E | Grupo central-meridional |

| F | Grupo sudoriental |

| G | Surinam |

| H | Antillas Neerlandesas y Aruba |

Flamenco es como se denomina en general al conjunto de dialectos del sur, marcados con los números 1, 22, 23 y 24*. 
* Ya se ha comentado que considerar el idioma limburgués como dialecto del neerlandés es discutible.

## Características del neerlandés

Mapa de los países donde el neerlandés es idioma oficial o hablado. En azul oscuro: oficial y lengua materna mayoritaria. En azul: oficial pero minoritaria. En azul claro: afrikáans oficial. En celeste: lengua no oficial y secundaria, donde persiste cierto conocimiento

El neerlandés pertenece a la familia germánica del indoeuropeo. Es la lengua materna de unos 22,5 millones de personas en el mundo.[cita requerida] Tiene una estructura silábica que permite grupos de consonantes bastante complejos, destaca por el uso de fricativas velares y la tendencia a formar largos nombres compuestos.

### Ortografía
Su ortografía permite que la correspondencia entre como se escribe y como se lee una palabra sea inmediata. El neerlandés distingue entre vocales cortas y largas, de ahí que en ocasiones aparezcan vocales o consonantes dobladas como en paard (caballo), knoflook (ajo), kapper (peluquero) o koffie (café) para marcar la longitud de la vocal.

### Gramática
El neerlandés tiene tres géneros: masculino, femenino y neutro. Sin embargo, dadas las escasas diferencias gramaticales entre el masculino y el femenino, en la práctica parecen reducirse a solo dos: común y neutro. De este modo, con frecuencia se clasifican las palabras según el artículo que las acompaña en palabras con het y palabras con de.
El adjetivo, cuando modifica un sustantivo, debe siempre precederlo. En ese caso se le suele añadir además la terminación -e: De kat op de boom is zwart (El gato en el árbol es negro); De zwarte kat is op de boom (El gato negro está en el árbol).
La estructura de las oraciones en neerlandés es básicamente sujeto objeto verbo (SOV) —es decir, el sujeto empieza la oración y los verbos la terminan—, con la salvedad de que el verbo principal (el que concuerda con el sujeto) se adelanta a la segunda posición, lo que hace que en oraciones simples con un único verbo la estructura sea similar al español SVO: Ik heb een mooie hond (Yo tengo un perro bonito). En oraciones más complejas o subordinadas, solo un verbo permanece en la segunda posición y los demás pasan al final de la oración: Ik wil morgen een boek gaan kopen (Yo quiero ir a comprar un libro mañana).

### Regulación
El organismo que regula la lengua es la Nederlandse Taalunie (Unión de la Lengua Neerlandesa), creada en 1986 con objeto de fijar la norma lingüística común para los Países Bajos y Bélgica, y a la que en 2004 se sumó Surinam. La Nederlandse Taalunie es una institución internacional similar a lo que en el español es la Asociación de Academias de la Lengua Española.
La norma oficial se conoce como Standaardnederlands (neerlandés estándar), aunque también se la llama Algemeen Nederlands o por las iniciales AN (neerlandés general).

### Lenguas vecinas
El neerlandés comparte muchos rasgos con el alemán, pero con una morfología menos complicada causada por deflexión. El sistema consonántico del neerlandés tiene por el contrario más en común con las lenguas anglofrisias y escandinavas. Si consideramos las variedades no estándar de dichos idiomas, tendríamos un complejo dialectal entre los distintos dialectos del neerlandés, el alemán y el frisio.
El neerlandés está estrechamente ligado al afrikáans, una lengua germánica derivada del neerlandés y hablada principalmente en Sudáfrica y Namibia. El afrikáans y el neerlandés tienen diccionarios y reglas diferentes, pero son inteligibles entre sí.